# Rudgea ulei
Rudgea ulei är en måreväxtart som beskrevs av Ined.. Rudgea ulei ingår i släktet Rudgea och familjen måreväxter. Inga underarter finns listade i Catalogue of Life.